# Carlos Solís Ugarte
Carlos Solís Ugarte (Callao, Provincia Constitucional del Callao, Perú, 20 de septiembre de 1990) es un futbolista peruano. Juega de guardameta y su equipo actual es Cusco Fútbol Club de la Liga 1 de Perú. Tiene 34 años.

## Trayectoria
Carlos Solís fue formado en las divisiones menores del Club Universitario de Deportes. Formó parte del equipo de Universitario de Deportes sub-20 que conquistó la Copa Libertadores Sub-20 de 2011 realizada en el Perú.

### Sport Huancayo
Al año siguiente fue transferido al Sport Huancayo. Hizo su debut oficial con el equipo huancaíno el 19 de febrero de 2012 ante Real Garcilaso. Luego de algunos años de suplencia debido a las buenas actuaciones de Joel Pinto, el 2017 fue el año de su revelación, siendo uno de los más regulares de su equipo. Consiguió clasificar a la Copa Sudamericana 2018. Logró eliminar en primera ronda a Unión Española de Santiago. 

### Deportivo Municipal
Después de 7 años con el elenco huancaíno ficha en el 2019 por Deportivo Municipal para jugar la Copa Sudamericana.
En la temporada 2023 descendió de categoría, al quedar penúltimo en la tabla acumulada del torneo con la Deportivo Municipal.

## Clubes
| Club                      | País | Año         |
| ------------------------- | ---- | ----------- |
| Universitario de Deportes | Perú | 2011 - 2012 |
| Sport Huancayo            | Perú | 2012 - 2018 |
| Deportivo Municipal       | Perú | 2019        |
| UTC                       | Perú | 2020        |
| Carlos Stein              | Perú | 2021        |
| Cusco FC                  | Perú | 2022        |
| Universidad San Martín    | Perú | 2022        |
| Deportivo Municipal       | Perú | 2023        |
| Cusco FC                  | 2024 |             |

## Palmarés

### Copas internacionales
| Título                   | Club                      | País | Año  |
| ------------------------ | ------------------------- | ---- | ---- |
| Copa Libertadores Sub-20 | Universitario de Deportes | Perú | 2011 |